# Orgelkids

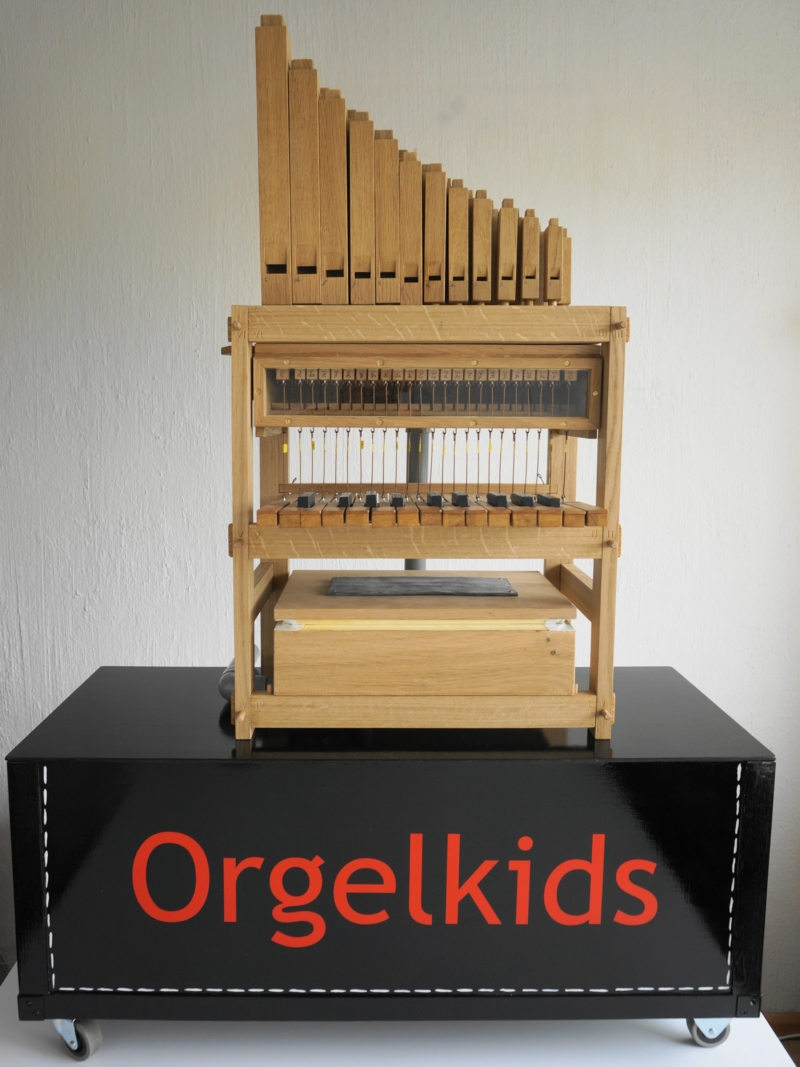
Het orgelkids doe-orgel

Orgelkids is de naam van een educatief project, bedoeld om kinderen kennis te laten maken met het pijporgel. Het project is gestart in 2009 in Nederland en richt zich op erfgoededucatie en muziekonderwijs. Aanvankelijk bestond het project uit een website met educatieve tips en lessuggesties voor onder andere het organiseren van een excursie naar een groot pijporgel. Sinds 2013 is het project ondergebracht in een stichting en beschikt het over een speciaal ontworpen educatief bouwpakket. In een leskist zit een compleet ambachtelijk orgel in losse onderdelen, dat door kinderen in elkaar kan worden gezet en daarna bespeeld. Dit zogeheten ‘Doe-orgel’ wordt door Orgelkids verhuurd aan organisten, orgelbouwers of orgeldocenten, die educatieve projecten willen organiseren voor kinderen. Sinds 2015 is Orgelkids ook in België actief. In 2016 is in de Verenigde Staten “Orgelkids USA” van start gegaan.

## Aanleiding

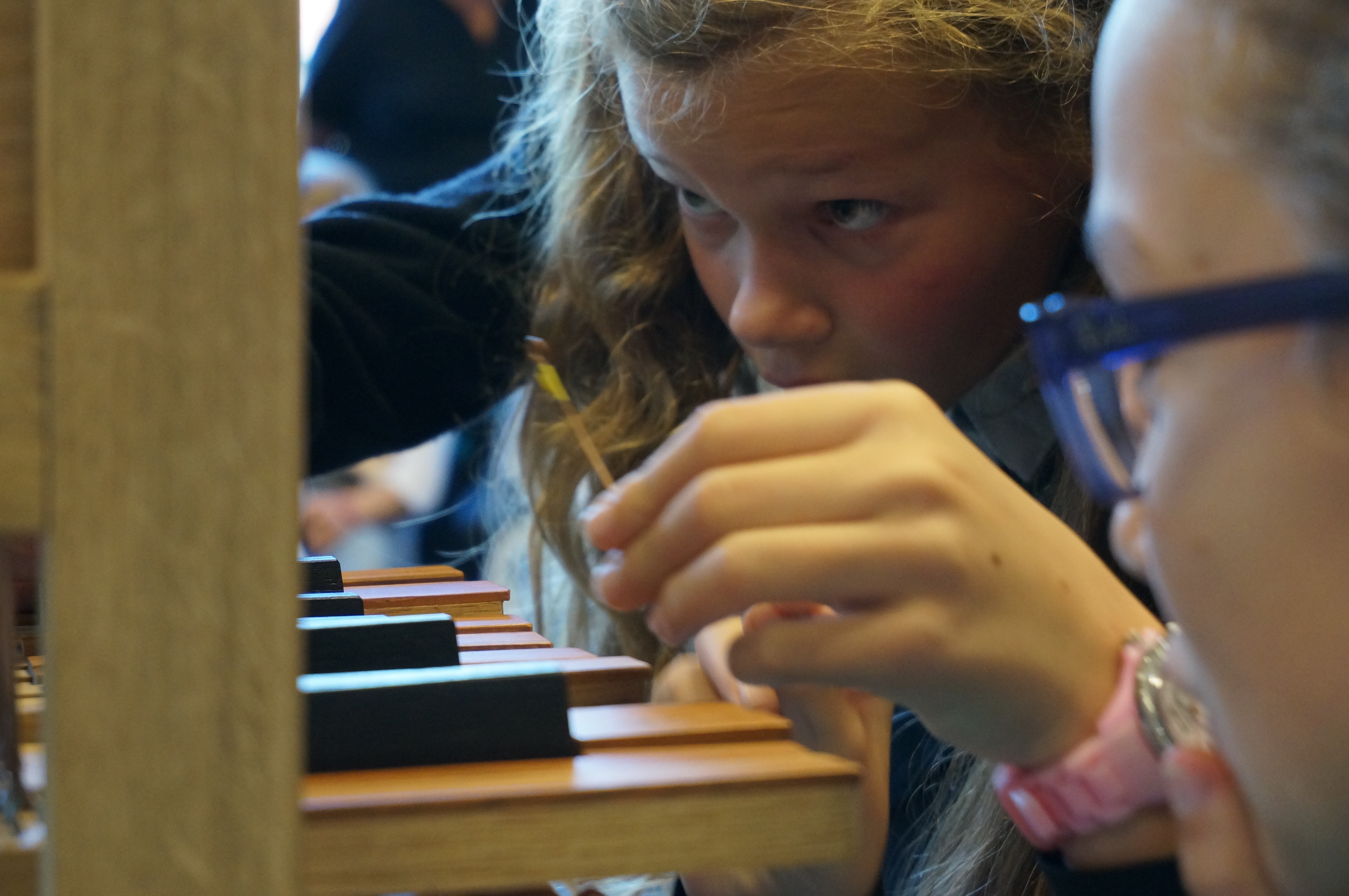
Kinderen verbinden de toetsen van het doe-orgel aan de windlade

Het klassieke pijporgel is bijna altijd gebouwd in een vaste opstelling in een gebouw, zoals een kerk of een concertzaal. Daardoor is het voor kinderen niet goed bereikbaar. Door de secularisering komen er minder kinderen in kerken. En dus komen ook minder kinderen spontaan in aanraking met het instrument orgel. In Nederland is er een grote rijkdom aan historische orgels. Het is daarom vanwege het behoud van cultureel erfgoed van belang dat er steeds een nieuwe aanwas blijft van organisten en orgelbouwers. Om te voorkomen dat het orgel steeds minder bekend wordt, stelt Orgelkids in een leskist een speciaal instrument ter beschikking dat naar scholen toe kan. Kinderen krijgen dan op school bezoek van een organist of orgelbouwer die hen begeleidt bij het bouwen en bespelen van het orgel.

## Doe-orgel
Het orgel in de leskist van Orgelkids is ontworpen door orgelbouwer Wim Janssen. Hij ontwierp dit orgel speciaal voor het doel kinderen kennis te laten maken met de techniek van het orgel. Het is geen demonstratie-orgel, maar een orgel waarmee kinderen zelf via ontdekkend leren erachter komen hoe een orgel werkt. Het orgel heeft daarom de naam “Doe-orgel” gekregen.
Het Orgelkids orgel is een mechanisch orgel met twee octaven (24 toetsen) en twee registers (afzonderlijk en samen te gebruiken). Het instrument wordt van wind voorzien met een handgepompte blaasbalg.
Alle gebruikte materialen zijn identiek aan het materiaal dat in grote orgels wordt gebruikt (zoals eikenhout en schapenleer). Kinderen ervaren daardoor ook wat er waardevol is aan ambachtelijk gemaakte instrumenten.
De leskist is voorzien van instructiekaarten met veel foto’s, waardoor kinderen met een minimum aan instructies in circa 45 minuten dit orgel kunnen bouwen. Verder zijn er diverse lesmaterialen bij beschikbaar zoals een instructiefilm met de ontwerper, een poster, een e-book en een presentatie voor een digitaal schoolbord.
Een voorbeeld: Ton Stevens, organist van de Sint-Jansbasiliek in Oosterhout, the Netherlands, werkt elk jaar op dierendag met kinderen. Eerst bouwen ze het doe-orgel op, en bespelen dat (met  - heel toepasselijk - Ik zag twee beren en soortgelijke liedjes). Daarna kunnen de kinderen een kijkje nemen op de “echte” orgels:  eerst het “Verschueren-orgel” (uit 1977) en daarna ook het Maarschalkerweerd-orgel uit 1890.

## Ontwikkeling van het project

### Nationaal
Orgelkids is in Nederland gestart met één leskist. De standplaats van dit orgel is centraal in het land, omgeving Amersfoort. In het eerste jaar (2013) werden daarmee 1350 kinderen bereikt.
Eind 2016 heeft de samenwerkende groep orgelstichtingen in Brabant, de Brabantse Orgelfederatie, een eigen Doe-orgel aangeschaft om in de provincie educatieve projecten te kunnen verzorgen.

### Internationaal
Het project kreeg, mede dankzij filmpjes op YouTube internationale aandacht. Dit leidde tot internationale samenwerking tussen personen en organisaties die zich inspannen voor culturele informatie en erfgoededucatie. 
- Het project is in 2015 uitgebreid met een tweede orgel, dat een standplaats heeft in België. Dit orgel wordt vanuit de vzw "Het Orgel in Vlaanderen" (Antwerpen) verhuurd.[3] Hiermee werden in het eerste jaar ruim 800 kinderen bereikt.
- In 2016 is in Corvallis, Oregon (USA) een zusterproject gestart: Orgelkids USA. Er is een Doe-orgel in Oregon en in Los Angeles/Long Beach. Orgelkids USA verzorgt ook presentaties voor regionale afdelingen van the American Guild of Organists (AGO), bijv. in Salt Lake City (zomer 2017).
- In april 2017 werd bekend dat ook op Hawaï serieuze belangstelling bestaat voor het Orgelkids-project.[4]
- In 2018 zijn acht Doe-orgels aangekocht door de Royal Canadian College of Organists (RCCO), een landelijke organisatie van organisten in Canada, die educatie in elk van de acht regio's tot strategisch speerpunt maakt.[5] Deze orgels voor OrgelkidsCAN zijn gebouwd door Letourneau naar het ontwerp van Wim Janssen.
- Orgelkids is ook actief in Slovenië, onder de naam "Orglekids". Op 17 november 2022 werd op de Sloveense televisie gedurende 15 minuten aandacht besteed aan de lancering van het project.[6]

### Waardering
In 2022 was Orgelkids winnaar van de competitie voor "Religious Heritage Innovator of the Year" (beste innovator op het gebied van religieus erfgoed) - een prijs die wordt verleend door de Europese organisatie "Future for Religious Heritage" (toekomst voor religieus erfgoed).

## Opleiding voor orgelbouwers
Het project Orgelkids richt zich sinds 2016 ook op het ondersteunen van de opleiding van orgelbouwers en het overdragen van ambachtelijke vaardigheden in de orgelbouw. Orgelmakerijen kunnen leerling-orgelmakers tijdens hun praktijkopleiding aan een Doe-orgel laten werken. Ze ontwikkelen daarmee allerlei praktische vaardigheden die ook nodig zijn bij het bouwen of restaureren van grote of monumentale orgels. De gebouwde orgelleskist kan vervolgens vanuit de orgelmakerij via Orgelkids ter beschikking worden gesteld voor educatieve projecten.

## Afgeleide projecten
Het concept van het project wordt door anderen opgepakt en verder uitgebreid. Voor wie wil leren om zelf een orgel te bouwen is er een pakket met 24 tekeningen beschikbaar van het originele Doe-orgel. 
- Medewerkers van Verschueren Orgelbouw hebben in hun vrije tijd het concept uitgebreid met een fiets om het orgel door te trappen van wind te voorzien.[8]
- Een liefhebber heeft het basisontwerp uitgebreid met de techniek van een draaiorgel, zodat kinderen ook dat principe zelf kunnen onderzoeken.[9]

## Stichting
Het project Orgelkids is sinds juli 2013 ondergebracht in de Stichting Kerkmuziek Netwerk. Deze stichting spant zich in om relevante aspecten van de kerkmuziek toegankelijk te maken voor een groot publiek. De Stichting Kerkmuziek Netwerk heeft een culturele ANBI-status. De Stichting Kerkmuziek Netwerk faciliteert ook Kerkliedwiki.

## Composities voor Doe-orgel
In 2018 was de Zweedse componist Fredrik Hagstedt de eerste die een compositie, speciaal voor het Doe-orgel ((sv) : Do-orgel) schreef: de vijfdelige Suite no. 1 for Do-organ. Inmiddels heeft Hagstedt ook al een tweede suite geschreven.
In hetzelfde jaar componeerde de Belgische componist Bart Wuilmus de Tune Doe-orgel Orgelkids, die tijdens de première op 15 oktober 2018 in de Abdij van Averbode werd gespeeld op het Verschueren-orgel in de kerk en op een doe-orgel.
Ook in 2018 componeerde de Amerikaanse componist Carson Cooman twee composities, speciaal voor het Doe-orgel: Two Orgelkids Pieces. Een van de composities is opgedragen aan Lydia Vroegindeweij.